# Муллагулово
Муллагу́лово (рос. Муллагулово, башк. Муллағол) — присілок у складі Мелеузівського району Башкортостану, Росія. Входить до складу Аптраковської сільської ради.
Населення — 155 осіб (2010; 144 в 2002).
Національний склад:
- башкири — 99%